# Grammitis longipinnata
Grammitis longipinnata là một loài dương xỉ trong họ Polypodiaceae. Loài này được Copel. Lellinger mô tả khoa học đầu tiên năm 1984.